# Uduba irwini
Uduba irwini is een spinnensoort uit de familie Udubidae. De soort komt voor in Madagaskar.